# 바기스 갈리울린
바기스 이스칸다로비치 갈리울린(우즈베크어: Vagiz Isqandarovich G‘aliullin, 타타르어: Вәгыйзь Искәндәр улы Гәлиулин, 러시아어: Ваги́з Исканда́рович Галиу́лин, 1987년 10월 10일 ~)은 러시아계 우즈베키스탄 축구 선수로, FC 네프테크히미크 니즈네캄스크에서 뛰고 있다. 포지션은 미드필더이다.